# أبرار (ممثلة)
أبرار (21 أكتوبر 1982 -)، ممثلة كويتية.

## عن حياتها
بدايتها كانت في مسلسل حبل المودة في عام 2006، من أبرز أدوارها «المطوعة» في المسلسل التراثي الهدامة. درست في «المعهد التطبيقي» قسم فن تجميل وميك أب.

### حياتها الأسرية
تزوجت ثلاث مرات، وكان ثمرة زواجها الأول ابنتيها «ملاك» و«زهراء». ومن زواجها الثاني انجبت ابنتيها «آية» و«فاطمة»، ومن زوجها الثالث أنجبت ابنها «يوسف».

### خلعها الحجاب
عند دخولها المجال الفني كانت ترتدي الحجاب، ولكنها في عام 2013 قررت خلعه.

## أعمالها

### من أعمال التلفزيون
| سنة الإنتاج | اسم المسلسل      |
| ----------- | ---------------- |
| 2006        | حبل المودة       |
| 2007        | في البيوت أسرار  |
| 2007        | الأصيل           |
| 2007        | تاكسي تحت الطلب  |
| 2009        | طول بالك         |
| 2009        | الهدامة          |
| 2009        | العقيد شمة       |
| 2009        | الاعتذار         |
| 2010        | حيتان وذئاب      |
| 2010        | ساهر الليل       |
| 2011        | أسرار القلوب     |
| 2012        | حلفت عمري        |
| 2012        | هجر الحبيب       |
| 2014        | تذكرة داوود      |
| 2015        | لك يوم           |
| 2016        | حكايات: حين آراك |
| 2017        | تعبت أراضيك      |

### أخرى
قامت بعام 2010 بتقديم برنامج حمل اسم «فواح» وهو عبارة عن ديوانية نسائية تخاطب الفئات العمرية من 25 عاماً وما فوق ويتناول مواضيع وقضايا مختلفة تطرح للنقاش مع آراء المشاهدين وذلك على قناة العدالة، شاركت بالعديد من المقاطع الكوميدية القصيرة سوأ في موقعي يوتيوب أو انستقرام.

## روابط خارجية
- أبرار على موقع قاعدة بيانات الأفلام العربية